# 1971-es NHL-amatőr draft
Az 1971-es NHL-amatőr draftot 1971. június 10-én tartották meg a kanadai Montréalban a Queen Elizabeth Hotelben. Ez volt a kilencedik National Hockey League draft.

## A draft
|  | = NHL All-Star |  |  | = A Jégkorong Hírességek Csarnokának a tagja |

### Első kör
| #  | Játékos            | Poszt       | Nemzetiség | NHL-csapat          | Egyetem/junior/klub csapat       |
| -- | ------------------ | ----------- | ---------- | ------------------- | -------------------------------- |
| 1  | Guy Lafleur        | Center      | Kanada     | Montréal Canadiens  | Québec Remparts (QMJHL)          |
| 2  | Marcel Dionne      | Center      | Kanada     | Detroit Red Wings   | St. Catharines Black Hawks (OHA) |
| 3  | Jocelyn Guevremont | Védő        | Kanada     | Vancouver Canucks   | Montréal Junior Canadiens (OHA)  |
| 4  | Gene Carr          | Center      | Kanada     | St. Louis Blues     | Flin Flon Bombers (WCHL)         |
| 5  | Rick Martin        | Bal szélső  | Kanada     | Buffalo Sabres      | Montréal Junior Canadiens (OHA)  |
| 6  | Ron Jones          | Védő        | Kanada     | Boston Bruins       | Edmonton Oil Kings (WCHL)        |
| 7  | Chuck Arnason      | Jobb szélső | Kanada     | Montréal Canadiens  | Flin Flon Bombers (WCHL)         |
| 8  | Larry Wright       | Center      | Kanada     | Philadelphia Flyers | Regina Pats (WCHL)               |
| 9  | Pierre Plante      | Jobb szélső | Kanada     | Philadelphia Flyers | Drummondville Rangers (QMJHL)    |
| 10 | Steve Vickers      | Bal szélső  | Kanada     | New York Rangers    | Toronto Marlboros (OHA)          |
| 11 | Murray Wilson      | Bal szélső  | Kanada     | Montréal Canadiens  | Ottawa 67′s (OHA)                |
| 12 | Dan Spring         | Center      | Kanada     | Chicago Black Hawks | Edmonton Oil Kings (WCHL)        |
| 13 | Steve Durbano      | Védő        | Kanada     | New York Rangers    | Toronto Marlboros (OHA)          |
| 14 | Terry O'Reilly     | Jobb szélső | Kanada     | Boston Bruins       | Oshawa Generals (OHA)            |
|    |                    |             |            |                     |                                  |

### Második kör
| #  | Játékos        | Poszt       | Nemzetiség                | NHL-csapat              | Egyetem/junior/klub csapat       |
| -- | -------------- | ----------- | ------------------------- | ----------------------- | -------------------------------- |
| 15 | Ken Baird      | Védő        | Kanada                    | California Golden Seals | Flin Flon Bombers (WCHL)         |
| 16 | Henry Boucha   | Center      | Amerikai Egyesült Államok | Detroit Red Wings       | Team USA                         |
| 17 | Bobby Lalonde  | Center      | Kanada                    | Vancouver Canucks       | Montréal Junior Canadiens (OHA)  |
| 18 | Brian McKenzie | Bal szélső  | Kanada                    | Pittsburgh Penguins     | St. Catharines Black Hawks (OHA) |
| 19 | Craig Ramsay   | Bal szélső  | Kanada                    | Buffalo Sabres          | Peterborough Petes (OHA)         |
| 20 | Larry Robinson | Védő        | Kanada                    | Montréal Canadiens      | Kitchener Rangers (OHA)          |
| 21 | Rod Norrish    | Bal szélső  | Kanada                    | Minnesota North Stars   | Regina Pats (WCHL)               |
| 22 | Rick Kehoe     | Jobb szélső | Kanada                    | Toronto Maple Leafs     | Hamilton Red Wings (OHA)         |
| 23 | Dave Fortier   | Védő        | Kanada                    | Toronto Maple Leafs     | St. Catharines Black Hawks (OHA) |
| 24 | Michel DeGuise | Kapus       | Kanada                    | Montréal Canadiens      | Sorel Éperviers (QMJHL)          |
| 25 | Terry French   | Center      | Kanada                    | Montréal Canadiens      | Ottawa 67’s (OHA)                |
| 26 | Dave Kryskow   | Bal szélső  | Kanada                    | Chicago Black Hawks     | Edmonton Oil Kings (WCHL)        |
| 27 | Tom Williams   | Bal szélső  | Kanada                    | New York Rangers        | Hamilton Red Wings (OHA)         |
| 28 | Curt Ridley    | Kapus       | Kanada                    | Boston Bruins           | Portage Terriers (MJHL)          |
|    |                |             |                           |                         |                                  |

### Harmadik kör
| #  | Játékos          | Poszt      | Nemzetiség                | NHL-csapat              | Egyetem/junior/klub csapat        |
| -- | ---------------- | ---------- | ------------------------- | ----------------------- | --------------------------------- |
| 29 | Rich Leduc       | Center     | Kanada                    | California Golden Seals | Trois-Rivières Draveurs (QMJHL)   |
| 30 | Ralph Hopiavouri | Védő       | Kanada                    | Toronto Maple Leafs     | Toronto Marlboros (OHA)           |
| 31 | Jim Cahoon       | Center     | Kanada                    | Montréal Canadiens      | University of North Dakota (WCHA) |
| 32 | Joe Noris        | Védő       | Amerikai Egyesült Államok | Pittsburgh Penguins     | Toronto Marlboros (OHA)           |
| 33 | Bill Hajt        | Védő       | Kanada                    | Buffalo Sabres          | Saskatoon Blades (WCHL)           |
| 34 | Vic Venasky      | Center     | Kanada                    | Los Angeles Kings       | University of Denver (WCHA)       |
| 35 | Ron Wilson       | Védő       | Kanada                    | Minnesota North Stars   | Flin Flon Bombers (WCHL)          |
| 36 | Glen Irwin       | Védő       | Kanada                    | Philadelphia Flyers     | Estevan Bruins (WCHL)             |
| 37 | Gavin Kirk       | Center     | Egyesült Királyság        | Toronto Maple Leafs     | Toronto Marlboros (OHA)           |
| 38 | John Garrett     | Kapus      | Kanada                    | St. Louis Blues         | Peterborough Petes (OHA)          |
| 39 | Richard Lemieux  | Center     | Kanada                    | Vancouver Canucks       | Montréal Junior Canadiens (OHA)   |
| 40 | Bob Peppler      | Bal szélső | Kanada                    | Chicago Black Hawks     | St. Catharines Black Hawks (OHA)  |
| 41 | Terry West       | Center     | Kanada                    | New York Rangers        | London Knights (OHA)              |
| 42 | Dave Bonter      | Center     | Kanada                    | Boston Bruins           | Estevan Bruins (WCHL)             |
|    |                  |            |                           |                         |                                   |

### Negyedik kör
| #  | Játékos            | Poszt       | Nemzetiség                | NHL-csapat              | Egyetem/junior/klub csapat            |
| -- | ------------------ | ----------- | ------------------------- | ----------------------- | ------------------------------------- |
| 43 | Hartland Monahan   | Jobb szélső | Kanada                    | California Golden Seals | Montréal Junior Canadiens (OHA)       |
| 44 | George Hulme       | Kapus       | Kanada                    | Detroit Red Wings       | St. Catharines Black Hawks (OHA)      |
| 45 | Ed Sidebottom      | Védő        | Kanada                    | Montréal Canadiens      | Estevan Bruins (WCHL)                 |
| 46 | Gerry Methe        | Bal szélső  | Kanada                    | Pittsburgh Penguins     | Oshawa Generals (OHA)                 |
| 47 | Bob Richer         | Centre      | Kanada                    | Buffalo Sabres          | Trois-Rivières Draveurs (QMJHL)       |
| 48 | Neil Komadoski     | Védő        | Kanada                    | Los Angeles Kings       | Winnipeg Jets (WCHL)                  |
| 49 | Mike Legge         | Bal szélső  | Kanada                    | Minnesota North Stars   | Winnipeg Jets (WCHL)                  |
| 50 | Ted Scharf         | Védő        | Kanada                    | Philadelphia Flyers     | Kitchener Rangers (OHA)               |
| 51 | Richard Cunningham | Védő        | Kanada                    | Toronto Maple Leafs     | Peterborough Petes (OHA)              |
| 52 | Derek Harker       | Védő        | Kanada                    | St. Louis Blues         | Edmonton Oil Kings (WCHL)             |
| 53 | Greg Hubick        | Védő        | Kanada                    | Montréal Canadiens      | University of Minnesota Duluth (WCHA) |
| 54 | Clyde Simon        | Jobb szélső | Kanada                    | Chicago Black Hawks     | St. Catharines Black Hawks (OHA)      |
| 55 | Jerry Butler       | Jobb szélső | Kanada                    | New York Rangers        | Hamilton Red Wings (OHA)              |
| 56 | Dave Hynes         | Bal szélső  | Amerikai Egyesült Államok | Boston Bruins           | Harvard Egyetem (ECAC)                |
|    |                    |             |                           |                         |                                       |

### Ötödik kör
| #  | Játékos          | Poszt       | Nemzetiség                | NHL-csapat              | Egyetem/junior/klub csapat               |
| -- | ---------------- | ----------- | ------------------------- | ----------------------- | ---------------------------------------- |
| 57 | Raynald Bélanger | Kapus       | Kanada                    | California Golden Seals | Shawinigan Dynamos (QMJHL)               |
| 58 | Earl Anderson    | Jobb szélső | Amerikai Egyesült Államok | Detroit Red Wings       | University of North Dakota (WCHA)        |
| 59 | Mike McNiven     | Bal szélső  | Kanada                    | Vancouver Canucks       | Halifax Jr. Canadians (NSJHL)            |
| 60 | Dave Murphy      | Kapus       | Kanada                    | Pittsburgh Penguins     | University of North Dakota (WCHA)        |
| 61 | Steve Warr       | Védő        | Kanada                    | Buffalo Sabres          | Clarkson University (ECAC)               |
| 62 | Gary Crosby      | Center      | Kanada                    | Los Angeles Kings       | Michigan Technological University (WCHA) |
| 63 | Brian McBratney  | Védő        | Kanada                    | Minnesota North Stars   | St. Catharines Black Hawks (OHA)         |
| 64 | Don McCullouch   | Védő        | Kanada                    | Philadelphia Flyers     | Niagara Falls Flyers (OHA)               |
| 65 | Bob Sykes        | Bal szélső  | Kanada                    | Toronto Maple Leafs     | Sudbury Wolves (NOHA)                    |
| 66 | Wayne Gibbs      | Védő        | Kanada                    | St. Louis Blues         | Calgary Centennials (WCHL)               |
| 67 | Mike Busniuk     | Védő        | Kanada                    | Montréal Canadiens      | University of Denver (WCHA)              |
| 68 | Dean Blais       | Bal szélső  | Amerikai Egyesült Államok | Chicago Black Hawks     | University of Minnesota (WCHA)           |
| 69 | Fraser Robertson | Védő        | Kanada                    | New York Rangers        | Lethbridge Sugar Kings (AJHL)            |
| 70 | Bert Scott       | Center      | Kanada                    | Boston Bruins           | Edmonton Oil Kings (WCHL)                |
|    |                  |             |                           |                         |                                          |

### Hatodik kör
| #  | Játékos          | Poszt       | Nemzetiség | NHL-csapat              | Egyetem/junior/klub csapat       |
| -- | ---------------- | ----------- | ---------- | ----------------------- | -------------------------------- |
| 71 | Gerry Egers      | Védő        | Kanada     | California Golden Seals | Sudbury Wolves (NOHA)            |
| 72 | Charlie Shaw     | Védő        | Kanada     | Detroit Red Wings       | Toronto Marlboros (OHA)          |
| 73 | Tim Steeves      | Védő        | Kanada     | Vancouver Canucks       | Charlottetown Royals (NBSHL)     |
| 74 | Ian Williams     | Jobb szélső | Kanada     | Pittsburgh Penguins     | University of Notre Dame (NCAA)  |
| 75 | Pierre Duguay    | Center      | Kanada     | Buffalo Sabres          | Quebec Remparts (QMJHL)          |
| 76 | Camille LaPierre | Center      | Kanada     | Los Angeles Kings       | Montréal Junior Canadiens (OHA)  |
| 77 | Alan Globensky   | Védő        | Kanada     | Minnesota North Stars   | Montréal Junior Canadiens (OHA)  |
| 78 | Yvon Bilodeau    | Védő        | Kanada     | Philadelphia Flyers     | Estevan Bruins (WCHL)            |
| 79 | Michael Ruest    | Védő        | Kanada     | Toronto Maple Leafs     | Cornwall Royals (QMJHL)          |
| 80 | Bernie Doan      | Védő        | Kanada     | St. Louis Blues         | Calgary Centennials (WCHL)       |
| 81 | Ross Butler      | Bal szélső  | Kanada     | Montréal Canadiens      | Winnipeg Jets (WCHL)             |
| 82 | Jim Johnston     | Center      | Kanada     | Chicago Black Hawks     | University of Wisconsin (WCHA)   |
| 83 | Wayne Wood       | Kapus       | Kanada     | New York Rangers        | Montréal Junior Canadiens (OHA)  |
| 84 | Bob McMahon      | Védő        | Kanada     | Boston Bruins           | St. Catharines Black Hawks (OHA) |
|    |                  |             |            |                         |                                  |

### Hetedik kör
| #  | Játékos          | Poszt       | Nemzetiség                | NHL-csapat              | Egyetem/junior/klub csapat               |
| -- | ---------------- | ----------- | ------------------------- | ----------------------- | ---------------------------------------- |
| 85 | Al Simmons       | Védő        | Kanada                    | California Golden Seals | Winnipeg Jets (WCHL)                     |
| 86 | Jim Nahrgang     | Védő        | Kanada                    | Detroit Red Wings       | Michigan Technological University (WCHA) |
| 87 | Bill Green       | Védő        | Amerikai Egyesült Államok | Vancouver Canucks       | University of Notre Dame (NCAA)          |
| 88 | Doug Elliott     | Védő        | Kanada                    | Pittsburgh Penguins     | Harvard Egyetem (ECAC)                   |
| 89 | Peter Harasym    | Bal szélső  | Kanada                    | Los Angeles Kings       | Clarkson University (ECAC)               |
| 90 | Norm Dube        | Bal szélső  | Kanada                    | Los Angeles Kings       | Sherbrooke Castors (QMJHL)               |
| 91 | Bruce Abbey      | Védő        | Kanada                    | Minnesota North Stars   | Peterborough Petes (OHA)                 |
| 92 | Bobby Gerard     | Jobb szélső | Kanada                    | Philadelphia Flyers     | Regina Pats (WCHL)                       |
| 93 | Dale Smedsmo     | Bal szélső  | Amerikai Egyesült Államok | Toronto Maple Leafs     | Bemidji State University (WCHA)          |
| 94 | Dave Smith       | Védő        | Kanada                    | St. Louis Blues         | Regina Pats (WCHL)                       |
| 95 | Peter Sullivan   | Center      | Kanada                    | Montréal Canadiens      | Oshawa Generals (OHA)                    |
| 96 | Doug Keeler      | Center      | Kanada                    | New York Rangers        | Ottawa 67's (OHA)                        |
| 97 | Jean-Denis Royal | Védő        | Kanada                    | New York Rangers        | Saint-Jérôme Alouettes (QMJHL)           |
| 98 | Steve Johnson    | Védő        | Kanada                    | Toronto Maple Leafs     | Verdun Maple Leafs (QMJHL)               |
|    |                  |             |                           |                         |                                          |

### Nyolcadik kör
| #   | Játékos       | Poszt       | Nemzetiség | NHL-csapat              | Egyetem/junior/klub csapat               |
| --- | ------------- | ----------- | ---------- | ----------------------- | ---------------------------------------- |
| 99  | Angus Beck    | Center      | Kanada     | California Golden Seals | Charlottetown Royals (NBSHL)             |
| 100 | Bob Boyd      | Védő        | Kanada     | Detroit Red Wings       | Michigan State University (WCHA)         |
| 101 | Norm Cherrey  | Jobb szélső | Kanada     | Vancouver Canucks       | University of Wisconsin (WCHA)           |
| 102 | Bob Murphy    | Bal szélső  | Kanada     | Vancouver Canucks       | Cornwall Royals (QMJHL)                  |
| 103 | Lorne Stamler | Bal szélső  | Kanada     | Los Angeles Kings       | Michigan Technological University (WCHA) |
| 104 | Rod Lyons     | Bal szélső  | Kanada     | California Golden Seals | Halifax Colonels (NSJHL)                 |
| 105 | Russ Friesen  | Center      | Kanada     | Minnesota North Stars   | Hamilton Red Wings (OHA)                 |
| 106 | Jerome Mrazek | Kapus       | Kanada     | Philadelphia Flyers     | University of Minnesota Duluth (WCHA)    |
| 107 | Bob Burns     | Védő        | Kanada     | Toronto Maple Leafs     | Royal Military College of Canada         |
| 108 | Jim Collins   | Bal szélső  | Kanada     | St. Louis Blues         | Flin Flon Bombers (WCHL)                 |
| 109 | Gene Sobchuk  | Bal szélső  | Kanada     | New York Rangers        | Regina Pats (WCHL)                       |
|     |               |             |            |                         |                                          |

### Kilencedik kör
| #   | Játékos    | Poszt | Nemzetiség | NHL-csapat       | Egyetem/junior/klub csapat |
| --- | ---------- | ----- | ---------- | ---------------- | -------------------------- |
| 110 | Jim Ivison | Védő  | Kanada     | New York Rangers | Brandon Wheat Kings (WCHL) |
|     |            |       |            |                  |                            |

### Tizedik kör
| #   | Játékos       | Poszt  | Nemzetiség    | NHL-csapat       | Egyetem/junior/klub csapat |
| --- | ------------- | ------ | ------------- | ---------------- | -------------------------- |
| 111 | André Peloffy | Center | Franciaország | New York Rangers | Rosemont National (QMJHL)  |
|     |               |        |               |                  |                            |

### Tizenegyedik kör
| #   | Játékos     | Poszt  | Nemzetiség | NHL-csapat       | Egyetem/junior/klub csapat        |
| --- | ----------- | ------ | ---------- | ---------------- | --------------------------------- |
| 112 | Elston Evoy | Center | Kanada     | New York Rangers | Sault St. Marie Greyhounds (NOHA) |
|     |             |        |            |                  |                                   |

### Tizenkettedik kör
| #   | Játékos         | Poszt  | Nemzetiség                | NHL-csapat            | Egyetem/junior/klub csapat |
| --- | --------------- | ------ | ------------------------- | --------------------- | -------------------------- |
| 113 | Mike Antonovich | Center | Amerikai Egyesült Államok | Minnesota North Stars | Minnesotai Egyetem (WCHA)  |
| 114 | Gerry Lecomte   | Védő   | Kanada                    | New York Rangers      | Sherbrooke Castors (QMJHL) |
|     |                 |        |                           |                       |                            |

### Tizenharmadik kör
| #   | Játékos      | Poszt      | Nemzetiség | NHL-csapat       | Egyetem/junior/klub csapat   |
| --- | ------------ | ---------- | ---------- | ---------------- | ---------------------------- |
| 115 | Wayne Forsey | Bal szélső | Kanada     | New York Rangers | Swift Current Broncos (WCHL) |
|     |              |            |            |                  |                              |

### Tizennegyedik kör
| #   | Játékos      | Poszt | Nemzetiség | NHL-csapat       | Egyetem/junior/klub csapat |
| --- | ------------ | ----- | ---------- | ---------------- | -------------------------- |
| 116 | Bill Forrest | Védő  | Kanada     | New York Rangers | Hamilton Red Wings (OHA)   |
|     |              |       |            |                  |                            |

### Tizenötödik kör
| #   | Játékos       | Poszt | Nemzetiség | NHL-csapat            | Egyetem/junior/klub csapat |
| --- | ------------- | ----- | ---------- | --------------------- | -------------------------- |
| 117 | Richard Coutu | Kapus | Kanada     | Minnesota North Stars | Rosemont National (QMJHL)  |
|     |               |       |            |                       |                            |